# Aleksandrs Pāvulāns
Aleksandrs Pāvulāns, née le 24 mai 1972, est un joueur de squash représentant la Lettonie. Il est champion de Lettonie à quinze reprises entre 2004 et 2019.

## Biographie
Il domine le squash letton avec quinze titres, n'ayant jamais perdu en championnat de Lettonie. Il est par ailleurs président de la fédération lettone de squash.

## Palmarès

### Titres
- Championnats de Lettonie : 15 titres (2004, 2006-2019)